# 骨形成不全症

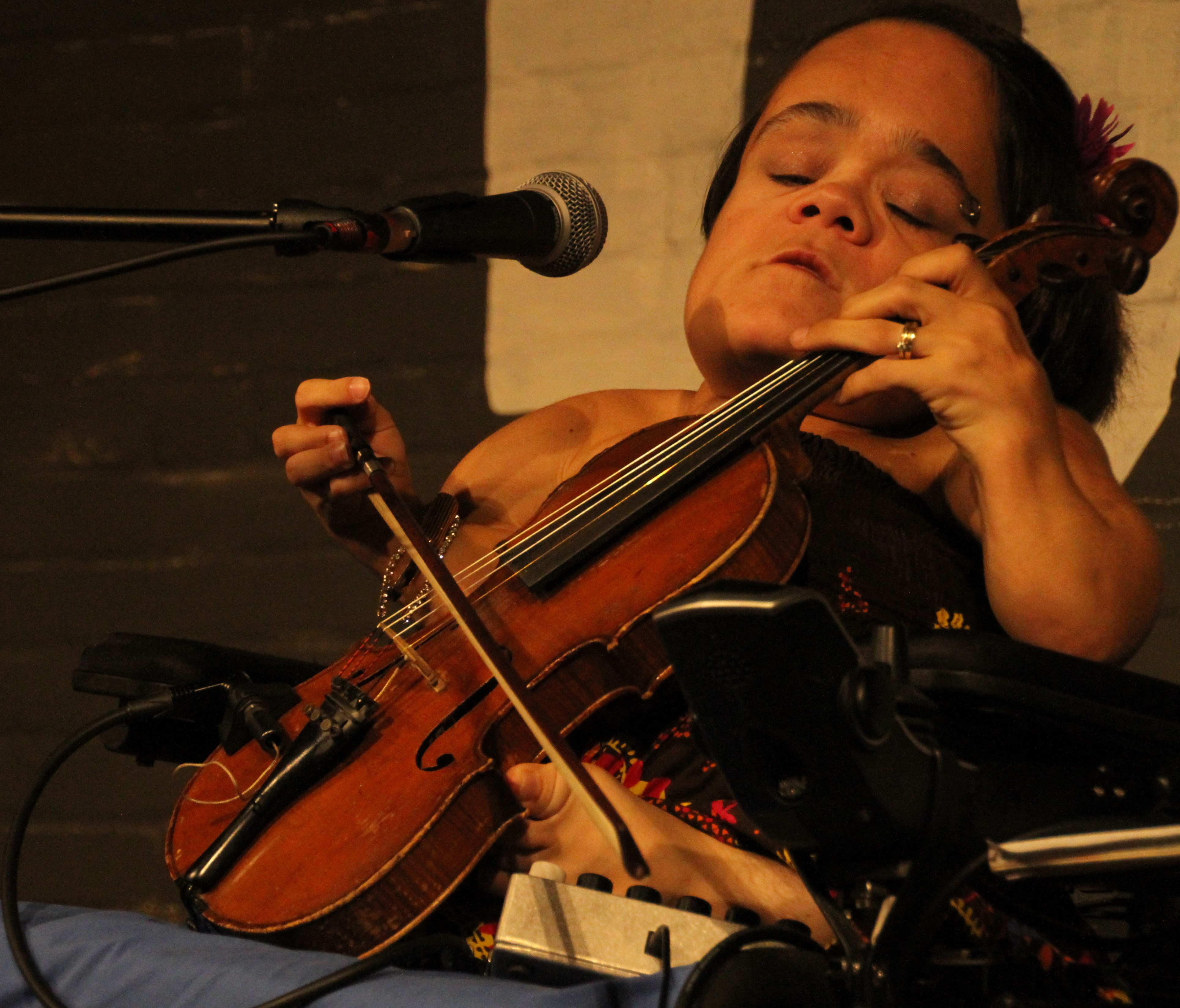
骨形成不全症の音楽家(歌手・バイオリニスト)として知られるゲイリン・リー（:en:Gaelynn Lea）

骨形成不全症（こつけいせいふぜんしょう、OI: Osteogenesis Imperfecta）は、易骨折性・進行性の骨変形などの骨脆弱性を示す病状に加え、様々な程度の結合組織の病状を示す先天性の疾患である。小児慢性特定疾患に指定されている。

## 原因
骨形成不全症の原因は、一般的には結合組織の主要成分であるI型コラーゲンが生まれつき少なかったり（量的異常）、しっかりしていなかったり（質的異常）する様々な異常による。I型コラーゲン遺伝子の異常が原因であるが、この遺伝子に異常を認めない症例もある。

## 分類
骨形成不全症は、臨床病型の類型化が試みられ、シレンス (Sillence) 分類がよく使用され、I型からIVまでに分類されている。臨床像の多様性に相当するように、I型コラーゲンの異常も多岐に及び、分子異常の種類と重症度の間にある程度の相関がある。骨形成不全症の臨床像は非常に多彩で、生まれてすぐに死亡してしまう重症型から、偶然発見される殆ど無症状の症例まである。

## 症状
臨床症例は、易骨折性・進行性の骨変形などの長管骨の骨脆弱性と脊椎の変形に加え、成長障害、青色強膜、象牙質形成不全、難聴、関節・皮膚の過伸などの症状がある。Sillenceは、合併症である青色強膜、象牙質形成不全の有無により臨床像の臨時分類を行っており、疾患の臨床像をある程度把握可能である。
診断はI型コラーゲンの遺伝子異常が固定されれば確定されるが、巨大な遺伝子であること、I型コラーゲン遺伝子の異常を認めない例も存在することが示されており、遺伝子診断には限界がある。実用的には骨密度が低下していることが示されており、特に腰椎の骨密度の低値が診断に重要である。臨床像・レントゲン所見・骨密度の評価を合わせ総合的に診断を行っているのが現状である。

## 治療方法
治療は確立した方法はなく、病例毎に試行錯誤が繰り返されることが多い。手術的治療としては、髄内釘による長管骨の骨折変形予防、変形の骨切矯正、脊椎の後方固定術などが行われる。
重症例については、整形外科的な十分なサポートの上に慎重な理学的治療法が必要とされる。薬物療法ではカルシトニンに加え、最近ではビスホスホネートの有効性が示され、先進的医療としては骨髄移植の有効例も報告されている。
いずれの治療法も、個々の病例において、慎重な判断のもと、行われるべきであり、すべての病例に共通した治療法がないのが骨形成不全症の特徴であり、治療にあたっては長期的な予後まで考慮した慎重な判断が必要である。

## 患者数
発生頻度は約2万人に1人という報告が多い。Sillence Barlowはオーストラリアでの発生頻度を臨床病型別に検討し、I型：2.8万人に1人、II型：6万人に1人、III型：約7万人に1人、IV型：20万人に1人と報告している。
実際の患者発生頻度を正確に把握することは困難で、特に軽症例のI型は家族の発生によりはじめて明らかになる場合も多く、発生患者を全例把握することは困難である。発生頻度に地域・人種差はないとされている。

## 骨形成不全症を取り扱った作品
- 映画『アンブレイカブル』（2000年、アメリカ映画）
- 映画『アメリ』（主人公のアパートの隣人レイモンが骨形成不全症である）（2001年、フランス映画）
- 海外ドラマ『ヴァイキング 〜海の覇者たち〜』
  - (シーズン4以降の主人公の1人であるアイヴァー・ラグナルソンが骨形成不全症であり、劇中では骨無しのアイヴァー ( Ivar the Boneless ) と呼ばれている。) (2013年-2020年、カナダの歴史ドラマ)